# Dorothée Boccanfuso
Dorothée Boccanfuso (* 21. September 1970) ist eine französische Ökonomin. Sie ist Professorin an der Université de Sherbrooke.

## Leben
Boccanfuso studierte von 1988 bis 1993 Wirtschaftswissenschaften und angewandte Mikroökonomik an der Universität Perpignan (DEUG, 1990) und der Universität Paris 1 Panthéon-Sorbonne (Licence, 1992 und DEA, 1993). Ihren Ph.D. in Ökonomie erhielt sie 2001 von der Université Laval. Danach arbeitete sie in verschiedenen Projekten, unter anderem im Senegal, bevor sie 2008 Professorin an der Université de Sherbrooke wurde.
Boccanfuso ist verheiratet und hat zwei Kinder.

## Arbeit
Zu Boccanfusos Forschungsgebieten gehören Armut, Ökonometrie, Agrarökonomie, Bildungsökonomik, Gesundheits- und Entwicklungsökonomie und angewandte Mikroökonomik.